# 卡尼萨达
卡尼萨达是葡萄牙布拉加区的一个堂区。总面积6.49平方公里，总人口446人，人口密度68.7人/平方公里。